# Де Бурка, Остин
Остин де Бурка или Патрик Мартин Остин Бурк (ирл. Austin de Burca, англ. Patrick Martin Austin Bourke, 10 мая 1913 — 1 августа 1995) — ирландский шахматист.
Чемпион Ирландии 1951 г.
В составе сборной Ирландии участник шахматной олимпиады 1935 г. (был заявлен в качестве запасного). В базах есть 4 партии из этого соревнования, это поражения от А. Дейка (США), П. Рети (Венгрия), Г. Даниэльссона (Швеция) и М. Райзмана (Франция).